# Орешкин (хутор)
Оре́шкин — хутор в Каменском районе Ростовской области.
Входит в состав Груциновского сельского поселения.

## Население
| 2010 |
| ---- |
| 92   |

## Улицы
| - ул. Лесная, - пер. Овражный, - ул. Придорожная, | - ул. Речная, - ул. Садовая, - ул. Центральная. |